# (25258) Nathaniel
(25258) Nathaniel est un astéroïde de la ceinture principale.

## Description
(25258) Nathaniel est un astéroïde de la ceinture principale. Il fut découvert le 7 novembre 1998 à l'Observatoire Kleť par Miloš Tichý et Jana Tichá. Il présente une orbite caractérisée par un demi-grand axe de 3,04 UA, une excentricité de 0,10 et une inclinaison de 11,4° par rapport à l'écliptique.

## Compléments